# Griffon bruxellois
Pour d'autres races de griffons, voir Griffon.
Le griffon bruxellois est une race de chiens originaire de Belgique. La race est issue de croisements effectuée au XIXe siècle, entre le smousje, un petit chien à poil dur bruxellois chassant les rats dans les écuries, et l'épagneul King Charles et le carlin. Il fait partie des petits chiens belges comme le griffon belge et le petit brabançon.
De petite taille, le griffon bruxellois est un chien dont le corps s'inscrit dans un carré, d'aspect robuste et élégant. La tête, grande par rapport au corps, est caractérisée par son museau « écrasé » : de profil, la truffe, le menton et le front sont sur la même ligne tandis que de face, la truffe est à la même hauteur que les grands yeux ronds. Des poils plus longs forment moustaches, barbe et sourcil sur la face. La robe à poil dur est rouge avec quelques marques noires admises sur la face. La queue et les oreilles peuvent être coupées dans les pays où la législation l'autorise.
Le griffon bruxellois est exclusivement un chien de compagnie. C'est une race décrite comme alerte, attachée à son maître et vigilante.

## Historique

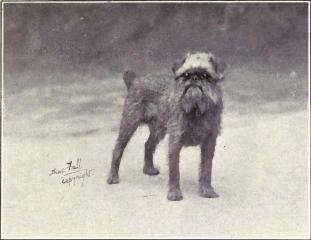
Un griffon bruxellois photographié en 1915.

Le griffon bruxellois est issu d'un petit chien bruxellois à poil dur appelé « smousje » et est également à l'origine du petit brabançon et du griffon belge. Le smousje est utilisé pour garder les carrosses et chasser les rats de l'écurie. Des représentations de petits griffons à poil dur ressemblant au griffon bruxellois sont faites dès le XVIIe siècle. Au XIXe siècle, des épagneuls King Charles ruby (robe rouge) et des carlins sont croisés avec le smousje fixent le type actuel des petits chiens belges. Le yorkshire, l'affenpinscher et le schnauzer nain ont peut-être participé à l'élaboration de la race.
En 1883, les premiers petits chiens belges (petit brabançon, griffon bruxellois et griffon belge) sont inscrits au livre des origines Saint Hubert (LOSH) géré par la Société royale Saint-Hubert. Ils sont populaires au début du XXe siècle, notamment grâce à l'intérêt que leur porte Marie-Henriette de Habsbourg-Lorraine, deuxième reine des Belges.
Avec 60 inscriptions au livre des origines français (LOF) en 2012, le griffon bruxellois est l'une des races les moins connues du groupe 9 de la Fédération cynologique internationale « chiens d'agrément et de compagnie ».

## Standard

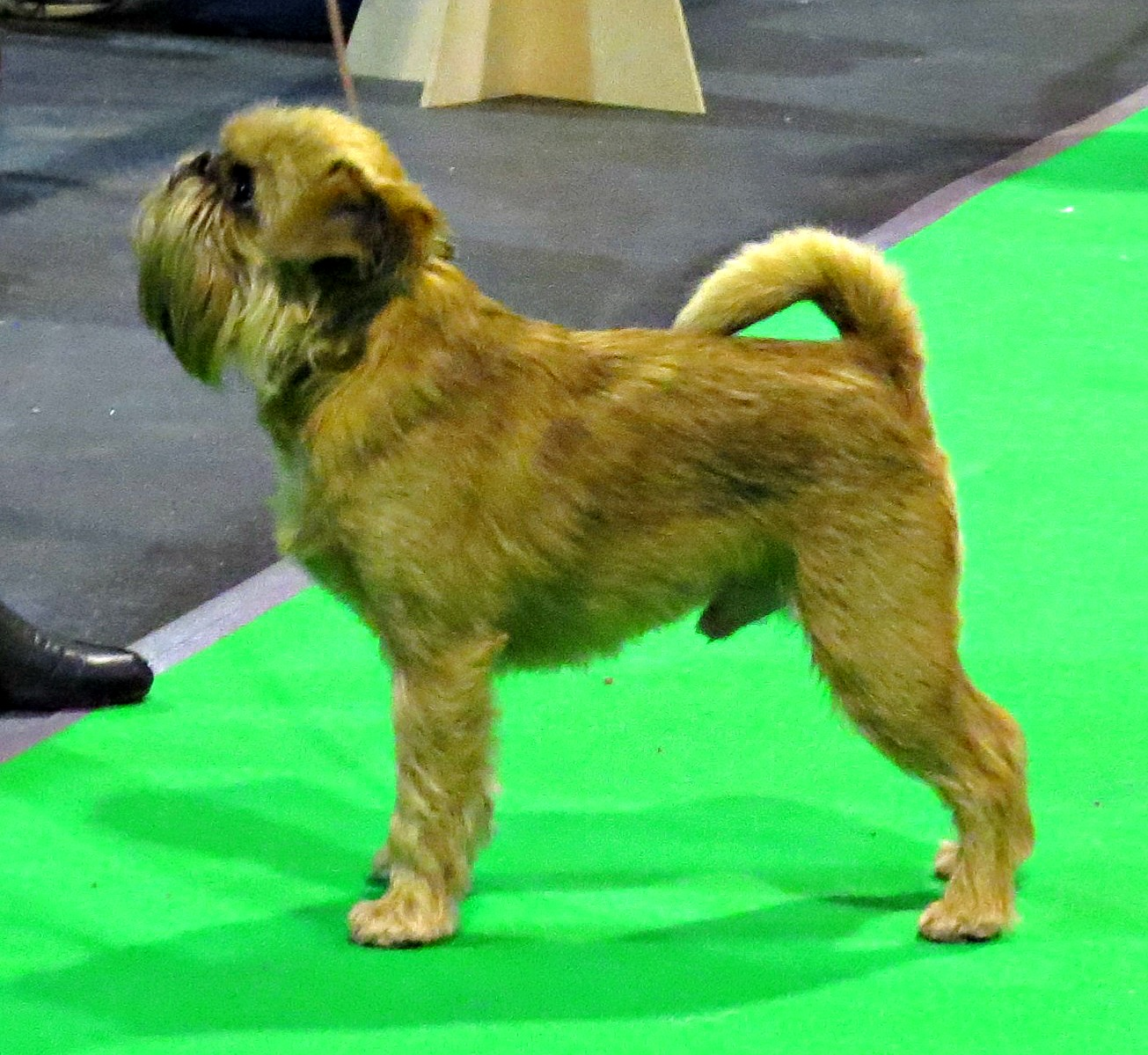
Un griffon bruxellois en exposition canine à Riga.

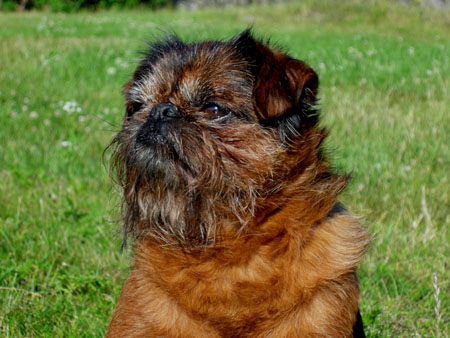
Portrait d'un griffon bruxellois : le nez est à hauteur des yeux.

Le standard du griffon bruxellois de la Fédération cynologique internationale, bien qu'il soit numéroté différemment pour les trois races de petits chiens belges, est commun aux trois races. Le griffon bruxellois est un chien de petite taille, d'allure robuste avec une ossature bien développée et élégant. Le corps est pratiquement inscriptible dans un carré. Attachée haut, la queue coupée est raccourcie au tiers. La queue non-coupée est portée relevée avec la pointe dirigée vers le dos. Les membres sont parallèles, de bonne ossature et suffisamment écartés.
La tête représente la partie du corps la plus caractéristique. Le poil, dur et ébouriffé, est plus long au-dessus des yeux, sur le chanfrein, les joues et le menton. Assez importante comparée au corps, la tête porte un museau très court dont le chanfrein ne dépasse pas 1,5 cm de long. La truffe large avec les narines bien ouverte se trouve à la même hauteur que les yeux. L’extrémité de la truffe est relevée vers l’arrière, ce qui vu de profil, place le menton, le nez et le front sur la même ligne. Bien écartés, les yeux sont grands et ronds, de couleur marron foncé. Attachées haut, les petits oreilles sont portées semi-dressées. Si les oreilles sont coupées, elles sont portées dressées et en pointe.
Le poil est dur, légèrement ondulé, avec sous-poil. La barbe et les moustaches commencent sous la ligne de l’œil et couvrent bien le museau et les joues. Le poil plus long forme des sourcils au-dessus des yeux. La robe est rouge ou roussâtre. Il est toléré un peu de noir sur la barbe et les moustache.

## Caractère
Le griffon bruxellois est décrit dans le standard de la FCI comme un chien équilibré, alerte, très attaché à son maître et vigilant. Il ne doit être ni peureux, ni agressif. En raison de sa grande vivacité, il est déconseillé aux maîtres ayant des enfants.

## Utilité

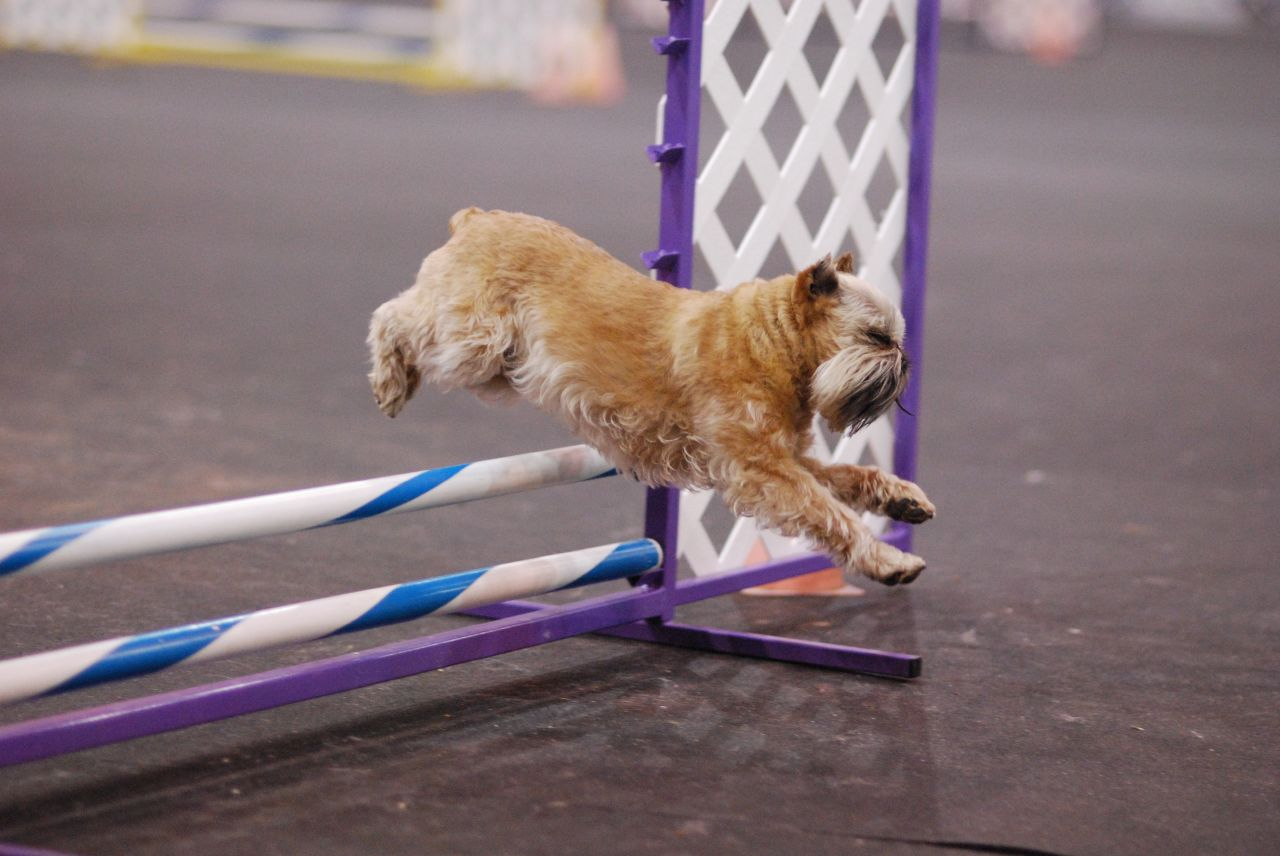
Le griffon bruxellois est capable de concourir en agility.

Le griffon bruxellois est exclusivement un chien de compagnie, décrit comme joyeux et amusant.

## Entretien

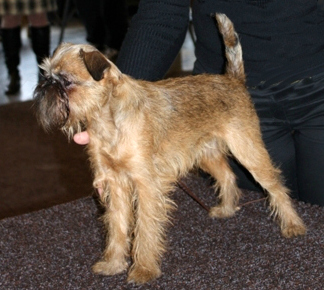
Le toilettage met en valeur la forme de la tête du griffon bruxellois.

La robe à poil dur du griffon bruxellois demande un toilettage régulier. Le crâne, tout comme les oreilles et le stop, doivent être épilés avec soin pour ne laisser que des poils très courts, la barbe et les moustaches restent les plus longues possibles. L'épilation est conseillée plutôt que la coupe qui aurait tendance à ramollir le poil dur.